# Рудик, Николай Витальевич
Николай Витальевич Рудик (8 июня 1948, Краснодар — 6 марта 2002) — советский и российский актёр.
Родился в Краснодаре в 1948 году. Переехал в Москву и поступил в Высшее театральное училище имени М. С. Щепкина, окончил его в 1974 году. Наибольшую известность получил после того как сыграл роль "Черепа" в сериале Бандитский Петербург. В 2001 году Николай Рудик тяжело заболел и в 2002 году умер.
Похоронен в Тосненском районе Ленинградской области, в посёлке Ульяновка, на кладбище, по улице Кладбищенская.

## Фильмография
- 1972 — Командир счастливой «Щуки» — эпизоды.
- 1974 — Фронт без флангов
- 1988 — Трудно первые сто лет
- 1989 — Ад, или Досье на самого себя — вор в законе
- 1991 — Улыбка
- 1998 — Серебряные головы
- 2000 — Бандитский Петербург. Фильм 1. Барон — Череп
- 2000 — Бандитский Петербург. Фильм 2. Адвокат — Череп
- 2001 — Бандитский Петербург. Фильм 3. Крах Антибиотика — Череп
- 2002 — Не делайте бисквиты в плохом настроении — Стас

### Озвучивание
- 2000 — Агент национальной безопасности — человек, отдавший Николаеву дневник Храмцова
- 2001 — По имени Барон — Алексей Крымов